# Xaqqulobod
Xaqqulobod (uzb. cyr. Хаққулобод; ros. Хаккулабад, Chakkułabad) – miasto we wschodnim Uzbekistanie, w wilajecie namangańskim, siedziba administracyjna tumanu Norin. W 2016 roku liczyło ok. 27 tys. mieszkańców. Ośrodek przemysłu włókienniczego.
Miejscowość otrzymała prawa miejskie w 1974 roku.